# República da Macedônia nos Jogos Paralímpicos de Verão de 2016
A República da Macedônia participou dos Jogos Paralímpicos de Verão de 2016, que foram realizados na cidade do Rio de Janeiro, no Brasil, entre os dias 7 e 18 de setembro de 2016.

## Tiro
| Vanco Karanfilov         | Pistola 10m SH1 masculino   | 556 | 16  | Não Avançou | Não Avançou |             |             |
| Olivera Nakovska-Bikovad | Pistola 10m SH1 feminino    | 374 | 3 Q | 92.8        | 7           |             |             |
| Vanco Karanfilov         | Pistola 25 metros SH1 misto | 542 | 24  | Não Avançou | Não Avançou | Não Avançou | Não Avançou |
| Olivera Nakovska-Bikova  | Pistola 25 metros SH1 misto | 558 | 14  | Não Avançou | Não Avançou | Não Avançou | Não Avançou |